# Salvatore Cucuzza Silvestri
Salvatore Cucuzza Silvestri (Palmi, 11 maggio 1923 – Catania, 3 luglio 2012) è stato un vulcanologo italiano, fra i maggiori vulcanologi italiani del XX secolo.

## Biografia
Si è laureato il 15 aprile 1946, all'Università degli Studi di Catania, Facoltà di Scienze naturali, con 110 e lode e dignità di stampa.
È stato docente di Geochimica, Vulcanismo in Italia e di Vulcanologia presso il rilevante istituto della stessa Università di Catania. Negli ultimi tempi, prima che la malattia glielo impedisse, ha insegnato, nella stessa università, Vulcanismo etneo.
È stato autore di oltre 250 pubblicazioni e articoli scientifici, con riferimento ai territori vulcanici di tutto il mondo. Ha descritto per 50 anni circa tutte le eruzioni e le attività effusive, esplosive e sismiche dell'Etna, rilevando e pubblicando una notevole quantità di dati scientifici.
Per decenni si è occupato dei problemi relativi all'ambiente, in particolare quello siciliano, e dell'ecosistema nell'area dell'Etna. È stato tra i primi a battersi per l'istituzione di un'estesa area protetta sull'Etna, impegno sfociato nella costituzione del Parco Regionale dell’Etna.

### Vita privata
Era il padre del giornalista e conduttore televisivo Michele Cucuzza.

## Partecipazioni
- Componente del Consiglio Nazionale delle Ricerche (CNR).
- Ha fatto parte del CRPPN (Comitato Regionale per la Protezione del Patrimonio Naturale), incarico tecnico presso l'Assessorato Regionale Siciliano ‘Territorio e Ambiente’.
- È stato membro dell'Accademia Gioenia di Catania.
- Membro di Italia Nostra e del WWF.
- Nel biennio 1986/1987 è stato Governatore del 2110º distretto del Rotary International (Sicilia e Malta).

## Opere
- L'Etna, Atti dell'Accademia di Gioenia di Catania, 1956.
- Guide for the Excursion to the Latian Volcano, Istituto di Vulcanologia di Catania, 1961.
- L'Etna, un ritratto del vulcano, con L.Signorello e G.Ronsisvalle, Tringale Ed., 1990.
- Viaggio in Sicilia, di Lazzaro Spallanzani, a cura di Salvatore Cucuzza Silvestri, 1988.
- La vulcanologia dell'Etna, di Carlo Gemmellaro, a cura di Salvatore Cucuzza Silvestri, G. Maimone Editore, Catania 1989.